# Anafázi podporující komplex

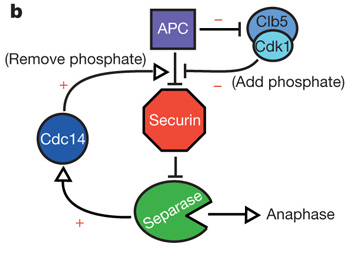
Signalizační kaskáda začínající u APC končí rozchodem chromatid v anafázi

Anafázi podporující komplex (z angl. anaphase-promoting complex – APC či cyklozom) je důležitý regulační enzymatický komplex, pracující jako ubikvitin-ligáza. Má rozhodující roli v průběhu buněčného dělení na hranici mezi metafází a anafází. Pracuje především jako spouštěč rozestupu chromozomů do dceřiných buněk.

## Aktivace
Aktivaci APC umožňuje navázání takzvané Cdc20 podjednotky na APC komplex. Co řídí tuto událost, to se příliš neví. Nicméně následkem této události začne anafázi podporující komplex provádět ubikvitinaci některých důležitých regulačních a signálních proteinů.

## Funkce
Vlivem APC dojde např. k ubikvitinaci M-cyklinů, což způsobí rozklad tohoto cyklinu v proteazomu a spustí anafázi. To se však nestane do doby, než je vše v pořádku a každý chromozom je správně připojen pomocí kinetochoru na vlákna dělicího vřeténka – v jiném případě by APC byl zablokován. Mimo M-cykliny však je degradován i sekurin, což aktivuje separázu a ta na oplátku rozloží kohezinový komplex (jenž drží chromatidy pospolu). Toto je mechanismus, jak zřejmě dojde k oddělení chromatid a může začít anafáze.